# ディマプル
ディマプル（英語: Dimapur）は、インド北東部のナガランド州の都市である。ディマプル県の県都で、ナガランド州最大の都市であり、都市人口は約12万人、都市圏全体では20万人ほどになる。
ディマプルの名はカチャリ族の方言から来ており、「di」は川を、「ma」は大きいを、「pur」は町を意味する。すなわち大きな川沿いの町である。この名前は比較的新しいものであり、もとはカチャリ族はこの町に名を付けていなかったが、かつて13世紀から19世紀までアッサムを支配したタイ系民族・アーホーム人はここをチェ・ディン・チ・ペン（Che-din-chi-pen、レンガの町）またはチェ・ディマ（Che-dima、ディマ川の町）と呼んでいた。

## 多様な住民
ディマプル市は2011年の国勢調査で約12万人の住民がいる。その外側はスプロール現象を起こしながら街が広がっており、衛星都市であるチュムケディマ（Chumukedima、別名ニチュガード Nichuguard）にまで家が連なっている。これら都市圏人口は20万から22万人と見積もられており、人口は少ないながらインドで最も急成長している街である。この20年で人口は3倍以上となった。州内の他の町とは違い、この街はインド各地からのさまざまな民族が混ざり合っており、「ミニ・インディア」の異名もある。人口の5割は先住のナガ人各部族であるが、この20年でベンガル人、アッサム人、ネパール人、ビハール人、パンジャブ人、タミル人、ケーララ人など東西南北のあらゆる人種が集まっている。また同じ時期にチベット人の商人も定住し市民となっている。

## 経済・交通・軍事
ディマプルは州の経済・開発活動の中心で、さらにナガランド州とマニプル州への玄関でもある。国道39号はディマプルを通り、ナガランド州都コヒマ、マニプル州都インパール、さらにミャンマー国境のモレー (Moreh) に続いている。
外国人入域制限地域であるナガランド州では、外国人の入域は空路のみ許されており、インド人向け入域許可証 (Inner Line Permit, ILP) か外国人向け入域許可証 (Restricted Area Permit) が絶対に必要である。外国人の陸路での入域は禁止。また、ディマプルはナガランド州で唯一鉄道と空路で結ばれた街である。ニューデリーやコルカタへの直行列車が走り、コルカタへは毎日ディマプル空港からの便がある。
ディマプルは重要な軍事拠点でもあり、BRO（Border Roads Organisation、国境道路の整備に当たる軍の組織）のセワク作戦（Sewak、ナガランド周辺の道路建設計画）の本部があり、CRPF（Central Reserve Police Force、中央予備警察軍）の大きな基地、インド陸軍の駐屯地などがある。一方、ナガランドの分離独立を目指す反政府組織、ナガランド民族社会主義評議会 (NSCN(IM)、National Socialist Council of Nagaland - Isak-Muivah) の基地もここにある。

## 観光と暮らし
ナガランド州立の園芸農場、別名「グリーンパーク」は観光客と地元民の憩いの場、溜まり場となっている。また14世紀のカチャリ人の王宮の廃墟も観光地であり、保存も進んでいる。郊外のチュムケディマからは丘陵地を登りナガ人の伝統的な暮らしを見せる観光村や滝を巡るトレッキング・ツアーがある。空港の近くにはあらゆる文化活動の拠点である北東地区文化センター (North East Zonal Cultural Center) がある。
ディマプルには多くのショッピングセンターや市場が誕生している。ニュー・マーケット、ホンコン・マーケットのほか、サーキュラーロードとNLロードは街の主要な商業地区となっている。インド料理、中華料理、ナガ料理を出すレストランや酒場も多い。近年ディマプルの土地所有規制が緩み、ナガ人以外も土地を買えるようになった。